# Бохинен, Ларс
Ларс Роар Бо́хинен (норв. Lars Roar Bohinen; род. 8 сентября 1969, Вадсё, Финнмарк) — норвежский футболист и футбольный тренер. Выступал на позиции полузащитника. Известен по выступлениям за «Блэкберн Роверс», «Ноттингем Форест» и сборную Норвегии. Участник чемпионата мира 1994 года.
Является кузеном футболиста Сигурда Русфельдта и отцом футболиста Эмиля Бохинена.

## Клубная карьера
Бохинен начал карьеру, выступая за клубы «Берум» и «Люн». В 1988 году Ларс перешёл в «Волеренгу», где быстро завоевал место в основе. По окончании сезона он покинул команду и подписал соглашение с «Викингом». 29 апреля в матче против «Консвингера» Ларс дебютировал за новую команду. Сезон в новом клубе получился не такой яркий, как предыдущий, и по его окончании Бохинен перешёл в швейцарский «Янг Бойз». В 1993 году на правах аренды он вернулся на родину, где выступал за «Лиллестрём». 2 мая в матче против своего бывшего клуба «Викинг» Ларс дебютировал за новую команду.
В ноябре того же года Бохинен подписал контракт с английским «Ноттингем Форест». Сумма трансфера составила 450 тыс. фунтов. «Лесники» выступали в Чемпионшипе, и Ларс помог им занять второе место и выйти в элиту. 20 августа 1994 года в матче против «Ипсвич Таун» он дебютировал в английской Премьер-лиге. 10 сентября в поединке против «Шеффилд Уэнсдей» Бохинен забил свой первый гол.
В 1995 году Ларс перешёл в «Блэкберн Роверс». Сумма трансфера составила 700 тыс. фунтов. 14 октября в поединке против «Саутгемптона» он дебютировал за новый клуб. За «Роверс» Бохинен отыграл положенные по контракту три года и на правах свободного агента перешёл в «Дерби Каунти». В матче против «Ковентри Сити» он дебютировал за «баранов». 18 марта он забил гол в поединке «Кристал Пэлас».
В январе 2001 года Бохинен перешёл в датский «Люнгбю». В декабре команда объявила о банкротстве, и Ларс стал футболистом клуба «Норшелланн», где доиграл остаток сезона. В 2003 году он вернулся в «Волеренгу», где через два года завершил карьеру.
В 2010 году работал футбольным экспертом на телеканале TV 2, принял участие в туристическом шоу 4-stjerners reise. 2011 году в паре с Александрой Какуриной занял третье место в седьмом сезоне Skal vi danse? (норвежской версии британского танцевального шоу Strictly Come Dancing).

## Международная карьера
В 1989 году в составе молодёжной сборной Норвегии Бохинен выступал на молодёжном чемпионате мира в Саудовской Аравии. На турнире команда не смогла выйти из группы, но Ларс отметился забитым мячом в ворота молодёжной сборной Польши.
25 октября того же года в товарищеском матче против Кувейта Ларс дебютировал за сборную Норвегии. В 1994 году Бохинен был включен в заявку национальной команды на участие в чемпионате мира в США. На турнире он сыграл в матчах против сборных Мексики, Ирландии и Италии.

### Голы за сборную Норвегии
| #   | Дата            | Противник         | Результат | Соревнование                            |
| --- | --------------- | ----------------- | --------- | --------------------------------------- |
| 01. | 31 октября 1990 | Камерун           | 6:1       | Товарищеский матч                       |
| 02. | 14 ноября 1990  | Кипр              | 0:3       | Чемпионат Европы 1992 отборочный турнир |
| 03. | 5 июня 1991     | Италия            | 2:1       | Чемпионат Европы 1992 отборочный турнир |
| 04. | 13 мая 1992     | Фарерские острова | 2:0       | Товарищеский матч                       |
| 05. | 2 июня 1993     | Англия            | 2:0       | Чемпионат мира 1994 отборочный турнир   |
| 06. | 11 августа 1993 | Фарерские острова | 0:7       | Товарищеский матч                       |
| 07. | 10 ноября 1993  | Турция            | 2:1       | Чемпионат мира 1994 отборочный турнир   |
| 08. | 16 ноября 1994  | Беларусь          | 0:4       | Чемпионат Европы 1996 отборочный турнир |
| 09. | 6 февраля 1995  | Эстония           | 0:7       | Товарищеский матч                       |
| 10. | 6 февраля 1995  | Эстония           | 0:7       | Товарищеский матч                       |

## Статистика выступлений

### Тренерская
| Команда      | Начало работы   | Завершение работы | Показатели | Показатели | Показатели | Показатели | Показатели |
| Команда      | Начало работы   | Завершение работы | М          | В          | Н          | П          | % побед    |
| ------------ | --------------- | ----------------- | ---------- | ---------- | ---------- | ---------- | ---------- |
| Аскер        | 2 ноября 2012   | 31 декабря 2013   | 29         | 19         | 5          | 5          | 065,52     |
| Саннефьорд   | 1 января 2014   | 31 декабря 2017   | 134        | 63         | 21         | 50         | 047,01     |
| Олесунн      | 1 января 2018   | 23 августа 2020   | 85         | 50         | 14         | 21         | 058,82     |
| Сарпсборг 08 | 6 июня 2021     | 31 декабря 2021   | 29         | 13         | 4          | 12         | 044,83     |
| Стабек       | 19 августа 2022 | 5 сентября 2023   | 34         | 14         | 7          | 13         | 041,18     |
| Йерв         | 25 октября 2023 | н. в.             | 16         | 9          | 3          | 4          | 056,25     |
| Итого        | Итого           | Итого             | 327        | 168        | 54         | 105        | 051,38     |